# Wioślarstwo na Letnich Igrzyskach Olimpijskich 1908 – czwórka bez sternika
Wyścig czwórek bez sternika mężczyzn była jedną z konkurencji wioślarskich na Letnich Igrzyskach Olimpijskich 1908. Zawody odbyły się w dniach 28–31 lipca. W zawodach uczestniczyło 16 zawodników z 3 państw.
Zawodnicy rywalizowali na dystansie 1,5 mili.

## Wyniki

### Półfinały

#### Półfinał 1
Osada brytyjska wygrała o 2¼ długości łodzi.
| Miejsce | Dziobowy        | Wioślarze                           | Rufowy            | Państwo         | Czas     |
| ------- | --------------- | ----------------------------------- | ----------------- | --------------- | -------- |
| 1       | Collier Cudmore | James Angus Gillan Duncan Mackinnon | John Somers-Smith | Wielka Brytania | 8:34,0   |
| 2       | Gordon Balfour  | Becher Gale Charles Riddy           | Geoffrey Taylor   | Kanada          | (8:40,5) |

#### Półfinał 2
| Miejsce | Dziobowy        | Wioślarze                   | Rufowy          | Państwo         | Czas   |
| ------- | --------------- | --------------------------- | --------------- | --------------- | ------ |
| 1       | Philip Filleul  | Harold Barker John Fenning  | Gordon Thomson  | Wielka Brytania | 9:04,0 |
| 2       | Hermannus Höfte | Albertus Wielsma Johan Burk | Bernardus Croon | Holandia        | b.d    |

### Finał
| Miejsce | Dziobowy        | Wioślarze                           | Rufowy            | Państwo         | Czas   |
| ------- | --------------- | ----------------------------------- | ----------------- | --------------- | ------ |
| 1       | Collier Cudmore | James Angus Gillan Duncan Mackinnon | John Somers-Smith | Wielka Brytania | 8:34,0 |
| 2       | Philip Filleul  | Harold Barker John Fenning          | Gordon Thomson    | Wielka Brytania | b.d    |

## Klasyfikacja końcowa
| Miejsce | Dziobowy        | Wioślarze                           | Rufowy            | Państwo         |
| ------- | --------------- | ----------------------------------- | ----------------- | --------------- |
| 1       | Collier Cudmore | James Angus Gillan Duncan Mackinnon | John Somers-Smith | Wielka Brytania |
| 2       | Philip Filleul  | Harold Barker John Fenning          | Gordon Thomson    | Wielka Brytania |
| 3       | Gordon Balfour  | Becher Gale Charles Riddy           | Geoffrey Taylor   | Kanada          |
| 3       | Hermannus Höfte | Albertus Wielsma Johan Burk         | Bernardus Croon   | Holandia        |